# Pseudamathes volloni
Pseudamathes volloni är en fjärilsart som beskrevs av Lucas 1907. Pseudamathes volloni ingår i släktet Pseudamathes och familjen nattflyn. Inga underarter finns listade i Catalogue of Life.